# Zsófia Dorottya braunschweig–lüneburgi hercegnő
Zsófia Dorottya braunschweig–lüneburgi hercegnő (Celle, 1666. szeptember 15. – Ahlden, 1726. november 13.)

## Élete
1682-ben Zsófia Dorottya az unokatestvére György Lajos braunschweig–lüneburgi herceg felesége lett; az érdekházassággal biztosította a száli törvényeken kívül eső birtokok családon belül maradását. György Lajos anyja (Pfalzi Zsófia) eleinte ellenezte a házasságot, lenézte Zsófia Dorottya anyját (aki csak grófnő volt) és bizonytalannak érezte leendő menye törvényesített státuszát; végül az anyagi előnyök őt is meggyőzték.

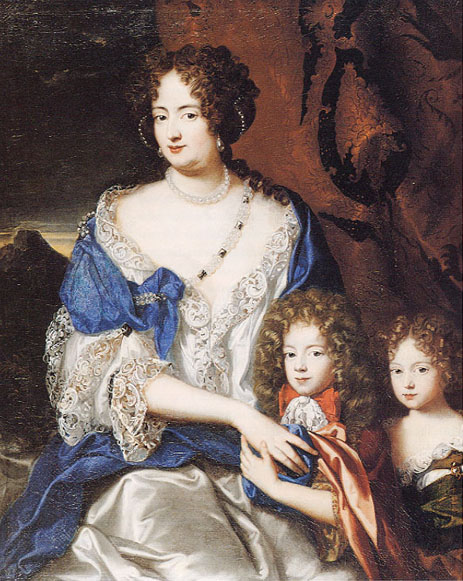
Zsófia Dorottya és gyermekei

1687-től a házaspár elhidegült egymástól, György inkább szeretőjével, Melusine von der Schulenburggal töltötte idejét. Zsófia egy svéd gróffal, Philipp Christoph von Königsmarckkal (Aurora von Königsmarck grófnő öccsével) csalta a férjét és hiába győzködte botránytól tartó anyósa és sógorai, nem volt hajlandó szakítani vele. A választófejedelem ellenségeinek diplomáciai leveleiben azt írták, hogy a svéd grófot 1694 júliusában (feltehetően György felbujtására) meggyilkolták, testére köveket kötöztek és bedobták a Leine folyóba. A gyilkosságot állítólag Ernő Ágost négy udvaronca követte el és egyikük, Don Nicolò Montalbano 150 ezer tallért kapott érte, ami egy miniszter éves fizetésének százszorosa volt. Későbbi pletykák szerint Königsmarck testét darabokra vágták és a hannoveri hercegi palota padlódeszkái alá rejtették. A hannoveri hivatalos álláspont (beleértve Zsófiát) tagadta, hogy bármit is tudna Königsmarck hollétéről.
György és Zsófia házasságát 1694-ben felbontották, nem valamelyik fél hűtlenségére hivatkozva, hanem mert állítólag Zsófia elhagyta a férjét. Apósa jóváhagyásával György az ahldeni kastélyba záratta volt feleségét, ahol Zsófia élete hátralévő harminc évében maradt. Megtiltották, hogy láthassa gyermekeit, hogy újból férjhez menjen és csak a kastély kertjében sétálhatott egyedül (bár felügyelet alatt kikocsizhatott és kényelmes megélhetést biztosító jövedelmet kapott).

## Gyermekei
- György Ágost (1683–1760), 1727-től II. György néven Hannover választófejedelme, valamint Nagy-Britannia és Írország királya.
- Zsófia Dorottya (1687–1757), 1706-tól Frigyes Vilmos porosz koronaherceg felesége, 1713-tól Poroszország királynéja.

## Megjelenése irodalomban, filmben
- Helen de Guerry Simpson ausztrál írónő 1935-ben megjelent, „Tánc a halott szerelmesekért” (Saraband for Dead Lovers) című regényéből, mely Königsmarck gróf és Sophie Dorothea hercegnő tragikus szerelmét dolgozza fel,[10] 1948-ban azonos című romantikus angol film készült, Basil Dearden rendezésében. A főszerepeket Stewart Granger és Joan Greenwood játszotta.[11]